# Hoya darwinii
Hoya darwinii är en oleanderväxtart som beskrevs av August Loher. Hoya darwinii ingår i släktet Hoya och familjen oleanderväxter. Inga underarter finns listade i Catalogue of Life.